# 丹波市健康センター ミルネ
丹波市健康センター ミルネ（たんばしけんこうセンター ミルネ、英: Tamba City Community Health Center mirune）は、兵庫県丹波市の「保健」「医療」「福祉」「介護」の各分野を一体的に担う目的のために市が設置した”多機能複合施設”である。
また、隣接する「兵庫県立丹波医療センター」とは連携協力を行っており、同じ敷地内には「丹波市立看護専門学校」も隣接している。

## 概要
（下記の出典）
市民の心身の健康保持増進と生活支援、および地域包括ケアシステムの構築に一体となって取り組む事を目的に、「診療所」「健診センター」「訪問看護ステーション」の3つの事業の他、「休日応急診療所」および丹波市の健康・福祉部門も入った、”保健・医療・福祉・介護”を担う施設となっている。 このような多彩な部門がひとつに集まり、隣接する総合型病院とも協力して地域医療を守る施設が設立されることは、全国的にも珍しいケースとなっている。
また、ミルネ診療所では、隣接する兵庫県立丹波医療センターと連携しながら「地域医療人を育成する教育機関」(後述) としての一面も併せ持っており、”若手医師に総合診療研修を行う”と同時に、地域に対しては”医師の確保と活気をもたらすこと”を目標にしている。
なお、『ミルネ診療所』『ミルネ健診センター』『ミルネ訪問看護ステーション』の3つの事業は、閉院した柏原赤十字病院から丹波市へ機能が引き継がれたものであり、運営主体の同市から指定管理を受けた、兵庫県（兵庫県立丹波医療センター）が運営を行っている。

### 教育機関としてのミルネ
ミルネ診療所は、幅広い視野で患者を診る「総合診療医を育てる教育機関」としての側面もあり、兵庫県立丹波医療センターの指導医の下、専攻医（3 - 5年目）および初期研修医（1、2年目）らが交代で診察や訪問診療に当たっている。
その研修医らが在籍し、ミルネと連携協力している兵庫県立丹波医療センターでは、地域の医師不足による医療崩壊が問題（参考：県立柏原病院の小児科を守る会）となっていた2008年にはゼロだった初期研修医の人数も、2019年には過去最多の”17人”にまで増えており、また、2020年には「初期研修医の基本的臨床能力評価試験」での総合順位が「全国539病院中・6位」となる”過去最高の成績”を収めるなど、着実に成果もあがっている。
さらには、初期研修医が増加していることに加えて、総合診療の専攻医数は近畿圏内で最大であり、全国でもトップクラスとなっているなど、教育機関としてのミルネの役割は、医師の確保という目標とも合わせて、非常に大きくなっている。

### ミルネに込められた想い
- 丹波市地域医療総合支援センター(仮称) の通称名の募集に”85名・226点”の応募があり、「丹波市健康センター ミルネ」に決定した[13]。

”ミルネ” には、以下の想いが込められている。

- 「見る」・「診る」・「看る」の総合施設になって欲しい。
- フランス語で「1,000」を意味する「ミル」。
- 洋菓子「ミルフィーユ」のように、やさしさが幾重にも重なるような施設になって欲しい。
- 目立たずとも土の中で草木を支える植物の「根」のように市民を支える施設になって欲しい。

## 沿革
- 2019年（平成31年/令和元年）[注釈 6]
  - 3月31日 -「柏原赤十字病院」閉院[14]
  - 4月1日 -「ミルネ訪問看護ステーション」が先行して業務開始[14]
  - 7月1日 -「丹波市健康センター ミルネ」開設[15][16][17][注釈 7]

## 基本方針
「地域包括ケアシステム」の中核的な役割や、地域医療を担う「人材の育成」など、兵庫県立丹波医療センターと連携して「保健」「医療」「福祉」「介護」を担う施設。

## 施設の機能
| 【 健康センター ミルネ 】 - 3階 - 基幹型地域包括支援センター｜こども発達支援センター - 2階 - 保健センター（健康増進・疾病予防・母子保健）｜ミルネ訪問看護ステーション - 1階 - ミルネ診療所｜ミルネ健診センター｜休日応急診療所｜⇔（連絡通路） \| 【 バリアフリー情報 】[注釈 10] \| \| \| \| 分類 \| 整備あり \| 整備なし \| \| 駐車場 \| - 駐車場 - 車いす使用者対応駐車区画 \| \| \| 敷地内通路（建物前） \| - 平坦 \| - 段差・階段あり - スロープ \| \| 建物の主な外部出入口 \| - 自動ドア \| - 開き戸（手動） - 引き戸（手動） \| \| トイレ \| - 洋式トイレ - おむつ交換台[注釈 11] - 車いす使用者対応トイレ - 介護ベッド - ベビーチェア - オストメイト対応トイレ[注釈 12] \| \| \| 誘導案内[注釈 13] \| - 視覚障害者誘導用ブロック - 受付案内所 - 音声誘導・音声案内 \| - 点字案内板[注釈 14] \| \| 昇降設備 \| - 車いす使用者対応エレベーター - 点字・音声付エレベーター \| - 一般用エレベーター \| \| 観客席 \| \| - 車いす使用者対応観覧スペース - 補聴設備 \| \| 乳幼児コーナー \| - 授乳室[注釈 15] \| - プレイコーナー・託児室 \| \| その他 \| - 車いす貸出し - ベビーカー貸出し - 筆談ボード・補聴機器 - AED \| \| \| 出典[19]：最終更新日 2022/04/01[注釈 16] \| \| \| | |                                           |
| 【 バリアフリー情報 】 | |                                           |
| 分類 | 整備あり                                                                                                  | 整備なし                                  |
| 駐車場 | - 駐車場 - 車いす使用者対応駐車区画                                                                       |                                           |
| 敷地内通路（建物前） | - 平坦 | - 段差・階段あり - スロープ               |
| 建物の主な外部出入口 | - 自動ドア                                                                                                | - 開き戸（手動） - 引き戸（手動）         |
| トイレ | - 洋式トイレ - おむつ交換台 - 車いす使用者対応トイレ - 介護ベッド - ベビーチェア - オストメイト対応トイレ |                                           |
| 誘導案内 | - 視覚障害者誘導用ブロック - 受付案内所 - 音声誘導・音声案内                                              | - 点字案内板                              |
| 昇降設備 | - 車いす使用者対応エレベーター - 点字・音声付エレベーター                                                 | - 一般用エレベーター                      |
| 観客席 | | - 車いす使用者対応観覧スペース - 補聴設備 |
| 乳幼児コーナー | - 授乳室                                                                                                  | - プレイコーナー・託児室                  |
| その他 | - 車いす貸出し - ベビーカー貸出し - 筆談ボード・補聴機器 - AED                                            |                                           |
| 出典：最終更新日 2022/04/01 | |                                           |

## 施設の特徴
- 総合診療専門医等の「人材育成」のための指導室の設置
- 患者間の感染を防ぐための「発熱外来専用入口」の設置
- 胃がん検診について国の指針に対応した「胃内視鏡検査設備」の設置
- 大規模な地震発生後も大きな補修なく建物を利用できる「耐震構造」の採用
- 「災害活動支援スペース」を兼ねた講堂兼体育館の設置
- 災害時の機能維持のため「非常用発電装置」の屋外設置

## 建物の概要
（下記の出典）
設計
- 佐藤総合計画

施工
- 特別共同企業体
  - 大林組神戸支店（本社:東京都）※代表構成員
  - 大鉄工業神戸支店（本社:大阪府）
  - 阿比野建設（本社:姫路市）

工期
- 着工：2017年3月 (平成29年)
- 竣工：2019年3月 (平成31年)

建物
- 構造形式：鉄骨構造・耐震構造
- 延床面積：約4,700 m²
- 階数：地上3階・塔屋1階
- 高さ：軒高 12.78 m

## ミルネ診療所
（下記の出典）

### 基本理念
- 受診しやすさを特徴とし、外来受診による”かかりつけ医療機能”により、必要な時に必要な医療を受けられる医療体制を提供する。
- 生活習慣病を中心とした複数の疾病を持つ患者に対して”包括的な診療”を提供する。
- 地域のかかりつけ医と連携して、予防とケアを重視した医療を提供し、”健康寿命の延伸”に寄与する。
- 幅広い視野で患者を診ることができる”総合診療専門医等の人材を育成”する。
- 専門的な治療が必要な場合は、”兵庫県立丹波医療センター”などの病院を紹介する。

### 診療科目
- 内科
- 小児科
- 休診日：土曜、日曜、祝日、年末年始（12/29 - 1/3）

### 発熱外来
ミルネ診療所では、発熱外来を設けている。 感染症症状を疑われる患者は、発熱外来診察室での診察を受けることとなっている。

### 予防接種
予防接種については「完全予約制」となっている。

### 訪問診療
ミルネ診療所では、「在宅療養後方支援病院（兵庫県立丹波医療センター）」と連携を図りながら、在宅医療を行っている通院困難な患者に対して、医師が診療計画を立て患者の同意を得た上で、定期的に自宅などに赴く診療を行っている。
なお、訪問診療は訪問看護と連携し、休日夜間対応を「24時間体制」でバックアップしている。

### 地域包括医療システム
ミルネ診療所では、一次医療を担うかかりやすい診療所として外来診療を提供している。 また、効率的なICTの活用により、兵庫県立丹波医療センター、在宅療養支援部門及び地域在宅療養関連施設との連携により患者の希望に沿った療養を提供している。
更に今後は、強化型在宅療養支援診療として、地域の医療機関等の「連携・協力」のもと、在宅での看取りを含めた安心な在宅療養支援を目指すとしている。

### 役割と機能
（下記の出典）
ミルネ診療所は、閉院した「柏原赤十字病院」の紹介状なしで気軽に受診できる「かかりつけ医」の機能を引き継いでいる”一般診療所”である。
- 平日日中の身体の困り事相談ができる。
- 何科に受診したらよいか分からない時に受診できる。
- 心電図、血液検査、尿検査、胸部レントゲン検査が可能で、医師による超音波検査もできる。
- まちの診療所と同じように定期受診できる。
- 健康異常の相談ができる。
- 選定療養費や紹介状が不要で「かかりつけ医」として受診できる。
- インフルエンザや肺炎球菌ワクチンの予防接種に対応している。

### 休日応急診療所
（下記の出典）
- 休日の”応急的な診療機関”として「休日応急診療所」を開設している[注釈 19]。
- 担当医師は「丹波市医師会会員」が輪番表により担当している。
- 開設日：日曜、祝日、12月31日、1月1日 - 1月3日
- 診療内容

1. 診察[注釈 20]
2. 処置、投薬
3. 指導及び相談

### 夜間医療健康相談
（下記の出典）
丹波市では「夜間医療健康相談ホットライン」を開設しており、看護師・保健師・医師が、”健康や医療、育児などの相談”に応じ、わかりやすくアドバイスしている。
- 利用時間：19時 - 深夜0時（年中無休）
- 市内に在住する人が対象で、無料（フリーダイヤル）で相談できる。

## ミルネ健診センター
（下記の出典）

### 基本理念
- 健診と予防医療を切れ目なく展開して生涯にわたる健康づくりを支援し、”健康寿命日本一”を目指す。
- 医学的根拠に基づいた健診を、診療所部門及び保健部門と連携して実施する。
- 兵庫県立丹波医療センターの幅広い専門医の協力（診察、検査等）と検査機器の共同利用により、質の高い「人間ドック」等を実施する[要出典]。

### 主な健診内容
- 人間ドックなど個人が受診する健診
- 丹波市が行う健診
- 健康保険組合（協会けんぽ、共済、組合、国保）などが行う健診
- 特定健診[注釈 21]

### 人間ドックのコース
•  Aコース

診察、身体計測、腹囲、聴力、視力、眼底写真、眼圧、胸部エックス線検査、呼吸機能、血圧、心電図、心臓超音波、胃部検査、腹部超音波、骨密度、便潜血、尿検査、血液検査

 •  Bコース

診察、身体計測、腹囲、聴力、視力、眼底写真、胸部エックス線検査、呼吸機能、血圧、心電図、胃部検査、腹部超音波、便潜血、尿検査、血液検査

 •  Cコース

診察、身体計測、腹囲、聴力、視力、眼底写真、胸部エックス線検査、血圧、心電図、胃部検査、便潜血、尿検査、血液検査

 •  健康診断

診察、身体計測、腹囲、聴力、視力、胸部エックス線検査、血圧、心電図、尿検査、血液検査　※労働安全衛生法において指定された検査項目
- その他、「オプション検査」も用意されている。

### 設置検査機器
- 胃カメラ検査
- 胃透視検査
- 超音波検査
- 呼吸機能検査
- マンモグラフィ検査[注釈 22]
- 骨密度検査

### 精密検査の受診
併設する「ミルネ診療所」や、隣接する「兵庫県立丹波医療センター」にて”精密検査”ができる体制を整えている。

### 特定保健指導
特定健診の結果から生活習慣病の発症リスクが高く、生活習慣の改善により予防効果が期待できる人に対しての、生活習慣を見直すサポートをしている。 リスクの程度に応じて、動機付け支援と積極的支援を行っている。

## ミルネ訪問看護ステーション
（下記の出典）

### 基本理念
「利用者さま またその家族さまが、不安なく安心して生活が送れるよう支援すること。 また、地域全体の在宅ケアの推進を図ること」を理念とし、専門的知識を持った身近な パートナーとして地域の方々から信頼されるステーションになることを目指す。

### 運営方針
1. 訪問看護ステーションの職員は、利用者の生活の質を確保し、健康管理及び、日常生活活動の維持、回復を図るとともに、生活の質を確保を重視した在宅療養ができるように支援する。
2. 本事業の運営については、丹波市医師会との連絡連携及び市町並びに他の関係諸機関と密接な連携を保ち、効果的な運営を図るものとする[注釈 23]。

### サービス提供地域
- 丹波市全域[注釈 24]。

### 利用対象者
家庭で病気や障害により療養している人を対象に、その人らしく自宅で過ごせるよう支援しており、以下のような人の相談を受け付けている。
- 病院を退院し、自宅療養する人
- 自宅でリハビリを続けたい人
- 床ずれや傷の手当てが必要な人
- たびたび入院するようになった人
- 自宅で終末期看護が必要な人
- 介護の方法がわからない人

### 主なサービス内容
■ 症状の観察および医療処置

 •  病院を退院し、自宅療養する人

 •  自宅でリハビリを続けたい人

 •  床ずれや傷の手当てが必要な人

 •  たびたび入院するようになった人

■ 理学療法士によるリハビリテーション

 •  リハビリテーションの実施と相談

■ 療養生活の指導と援助

 •  身体の清潔のケア

 •  寝たきりや床ずれ予防

 •  排泄ケア

 •  栄養や食事摂取のケア

■ 終末期の看護

■ 介護者の支援

■ かかりつけの医師や介護支援専門員との連絡調整

 •  主治医（かかりつけ医）

 •  在宅を支える機関

 •  •  市町村・保健所・病院・診療所

 •  •  居宅介護支援事業所（ケアマネジャー）

 •  •  居宅サービス事業所・地域包括支援センター
| 【 サービス内容 詳細 】                        | 【 サービス内容 詳細 】 | 【 サービス内容 詳細 】 | 【 サービス内容 詳細 】 |
| ---------------------------------------------- | --- | --- | --- |
| 特別な医療処置等の 実施状況                    | 経管栄養法（胃ろうを含む） | あり | |
| 特別な医療処置等の 実施状況                    | 在宅中心静脈栄養法（IVH) | あり | |
| 特別な医療処置等の 実施状況                    | 点滴・静脈注射 | あり | |
| 特別な医療処置等の 実施状況                    | 膀胱留置カテーテル | あり | |
| 特別な医療処置等の 実施状況                    | 腎ろう・膀胱ろう | あり | |
| 特別な医療処置等の 実施状況                    | 在宅酸素療法（HOT) | あり | |
| 特別な医療処置等の 実施状況                    | 人口呼吸療法（レスピレーター、ベンチレーター）                                                                                                 | あり | |
| 特別な医療処置等の 実施状況                    | 在宅自己腹膜灌流（CAPD） | | なし |
| 特別な医療処置等の 実施状況                    | 人工肛門（ストマ） | あり | |
| 特別な医療処置等の 実施状況                    | 人工膀胱 | あり | |
| 特別な医療処置等の 実施状況                    | 気管カニューレ | あり | |
| 特別な医療処置等の 実施状況                    | 吸引 | あり | |
| 特別な医療処置等の 実施状況                    | 麻薬を用いた疼痛管理 | あり | |
| サービスの特色                                 | - 健康チェック - 日常生活の看護、医療処置・管理 - リハビリテーション - 認知症の看護 - 終末期ケアの支援 - 介護者の相談 - 各種在宅サービスの相談 | - 健康チェック - 日常生活の看護、医療処置・管理 - リハビリテーション - 認知症の看護 - 終末期ケアの支援 - 介護者の相談 - 各種在宅サービスの相談 | - 健康チェック - 日常生活の看護、医療処置・管理 - リハビリテーション - 認知症の看護 - 終末期ケアの支援 - 介護者の相談 - 各種在宅サービスの相談 |
| 24時間電話相談対応の有無                       | 24時間電話相談対応の有無 | あり | |
| 緊急時の対応の有無                             | 緊急時の対応の有無 | あり | |
| 定期巡回・随時対応型訪問介護看護事業所との連携 | 定期巡回・随時対応型訪問介護看護事業所との連携                                                                                                 | | なし |
| 出典：最終更新日 2023/01/04                    | | | |

### 運営状況
| 【 運営状況 】              | 【 運営状況 】 | 【 運営状況 】                        |
| --------------------------- | -------------- | ------------------------------------- |
| 利用者の権利擁護            | 4.3            |                                       |
| 利用者の権利擁護            | 5.0            |                                       |
| サービスの質の確保への取組  | 3.9            |                                       |
| サービスの質の確保への取組  | 5.0            |                                       |
| 相談・苦情等への対応        | 3.9            |                                       |
| 相談・苦情等への対応        | 5.0            |                                       |
| 外部機関等との連携          | 3.8            |                                       |
| 外部機関等との連携          | 4.0            |                                       |
| 事業運営・管理              | 3.5            |                                       |
| 事業運営・管理              | 5.0            |                                       |
| 安全・衛生管理等            | 3.5            |                                       |
| 安全・衛生管理等            | 5.0            |                                       |
| 従業者の研修等              | 3.0            |                                       |
| 従業者の研修等              | 4.0            |                                       |
|                             | 5点満点        | 兵庫県平均 ミルネ訪問看護ステーション |
| 出典：最終更新日 2023/01/04 |                |                                       |

## 基礎データ

### 所在地
〒669-3464 兵庫県丹波市氷上町石生2059-5
：地図

丹波市健康センター ミルネ
- ミルネ診療所
- ミルネ健診センター
- ミルネ訪問看護ステーション
- 丹波市健康部 地域医療課

### 交通アクセス
- 【鉄道】JR西日本  福知山線
  - 「石生駅」下車、徒歩約20分。タクシーで約5分。
  - 「柏原駅(特急こうのとり停車駅)」下車、タクシーで約10分。
- 【路線バス】神姫バス（ウイング神姫）
  - 「石生駅西口バス停」より乗車、「丹波医療センターバス停」下車で約5分。
  - 「柏原駅バス停」より乗車、「丹波医療センターバス停」下車で約10分。
- 【自動車】
  - 「北近畿豊岡自動車道 氷上IC」より、車で南へ約5分。
  - 無料駐車場：200台

## ギャラリー

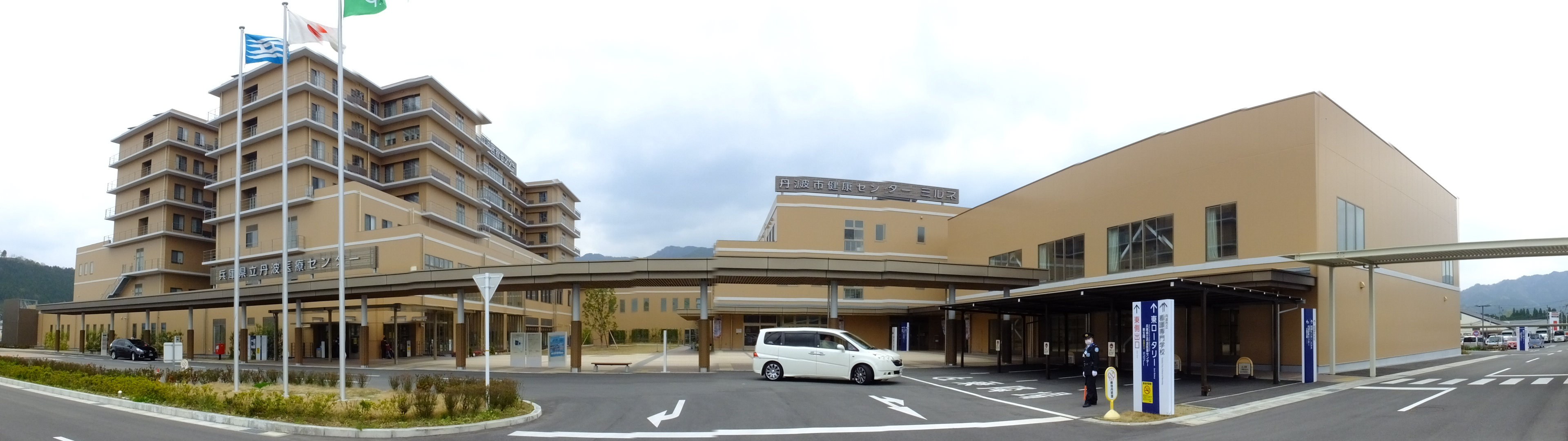
「兵庫県立丹波医療センター」と「丹波市健康センター ミルネ」

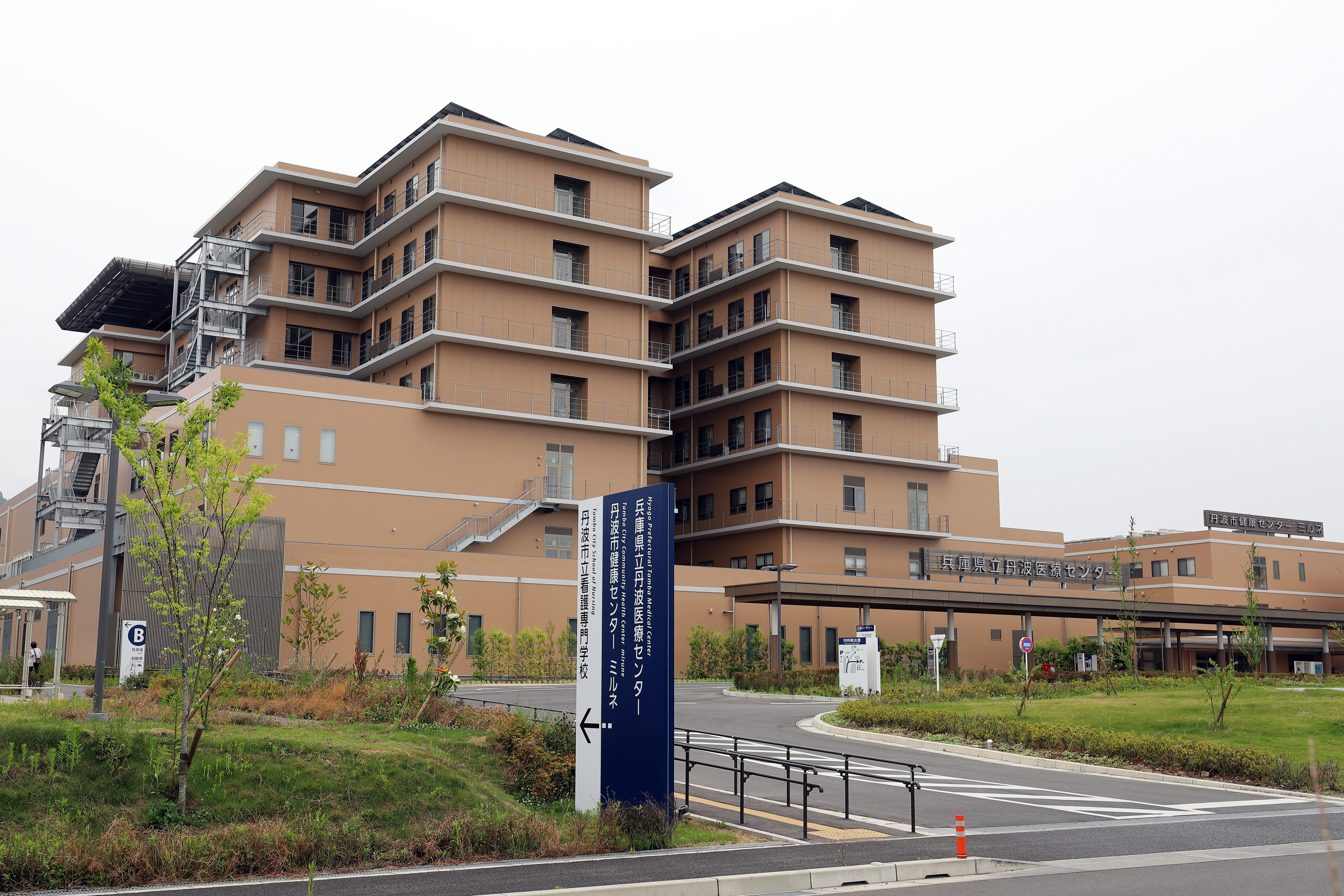
西側入口「案内板付近」